# Trzcinica (gemeente)
De gemeente Trzcinica is een landgemeente in het Poolse woiwodschap Groot-Polen, in powiat Kępiński.
De zetel van de gemeente is in Trzcinica.
Op 30 juni 2004 telde de gemeente 4713 inwoners.

## Oppervlakte gegevens
In 2002 bedroeg de totale oppervlakte van gemeente Trzcinica 75,14 km², waarvan:
- agrarisch gebied: 71%
- bossen: 22%

De gemeente beslaat 12,35% van de totale oppervlakte van de powiat.

## Demografie
Stand op 30 juni 2004:
| Omschrijving                   | Totaal | Totaal | Vrouwen | Vrouwen | Mannen | Mannen |
| ------------------------------ | ------ | ------ | ------- | ------- | ------ | ------ |
| eenheid                        | aantal | %      | aantal  | %       | aantal | %      |
| inwoners                       | 4713   | 100    | 2347    | 49,8    | 2366   | 50,2   |
| bevolkingsdichtheid (inw./km²) | 62,7   | 62,7   | 31,2    | 31,2    | 31,5   | 31,5   |

In 2002 bedroeg het gemiddelde inkomen per inwoner 1351,92 zł.

## Administratieve plaatsen (sołectwo)
Aniołka Pierwsza, Kuźnica Trzcińska, Laski, Piotrówka, Pomiany, Smardze, Trzcinica, Wodziczna.

## Overige plaatsen
Aniołka Druga, Aniołka-Parcele, Borek, Dzierżążnik, Granice, Hanobry, Ignacówka Druga, Ignacówka Pierwsza, Ignacówka Trzecia, Jelenia Głowa, Krok, Kwasielina, Laski-Tartak, Nowa Wieś, Piła-Młyn, Różyczka, Siemionka, Teklin.

## Aangrenzende gemeenten
Baranów, Byczyna, Łęka Opatowska, Rychtal, Wołczyn